# 1340
Cette page concerne l'année 1340  du calendrier julien. Pour l'année 1340 av. J.-C., voir 1340 av. J.-C.
L'année 1340 est une année bissextile qui commence un samedi.

## Événements
- 23 janvier[1] : Édouard III prend le titre de roi de France à Gand.
- 25 janvier[2] : le Juif Astruc Massip prend à la gabelle ferme Serres. Il devient maître des finances et maître des travaux du dernier Dauphin Humbert II de Viennois.
- 15 février : inondation à Venise[3].
- Février : coup d'état au Royaume de Sagaing (ouest de l'actuelle Birmanie) ; le roi Shwetaungtet et son père Tarabya I sont assassinés. Le premier ministre Nandapangyan met sur le trône Kyaswa, fils du fondateur du royaume[4].
- Mars : le pape Benoît XII apporte son soutien à Philippe VI de Valois dans ses conflits avec l'Angleterre[5].
- 31 mars : mort d'Ivan Kalita. Son fils Siméon le Superbe (1316-1353) se fait investir à la Horde d'or comme grand-prince de Moscou puis se fait couronner à Vladimir[6].
- 1er avril : assassinat du comte Gérard III de Holstein, administrateur du royaume de Danemark par Niels Ebbesen[7]. Début du règne de Valdemar IV Atterdag (« le Restaurateur », 1320-1375) roi de Danemark (fin en 1375).
  - Révolte des Danois menée par Niels Ebbesen contre le comte de Holstein, qui prétend dominer le Danemark. Valdemar Atterdag, fils de Christophe II de Danemark prend le pouvoir dans ce contexte de rivalité et d’anarchie intérieure à la suite d'un accord conclu les 19 et 21 mai à Lübeck[8]. Il affermit son autorité et s’entoure de vassaux fidèles. Il substitue un conseil du royaume (Rigsråd) à l’assemblée de la noblesse.
- 7 avril : assassinat de Georges II de Galicie-Volhynie[9]. Son père, le duc de Mazovie Trojden Ier de Czersk, appelé par les boyards de Halicz (Ruthénie), essaye de consolider son pouvoir sur la région mais est assassiné à son tour en 1341. Une guerre éclate entre la Lituanie et la Pologne pour le contrôle de la principauté de Galicie-Volhynie ; La Volhynie est partagée entre les deux pays et la Galicie occupée par les Polonais[10].

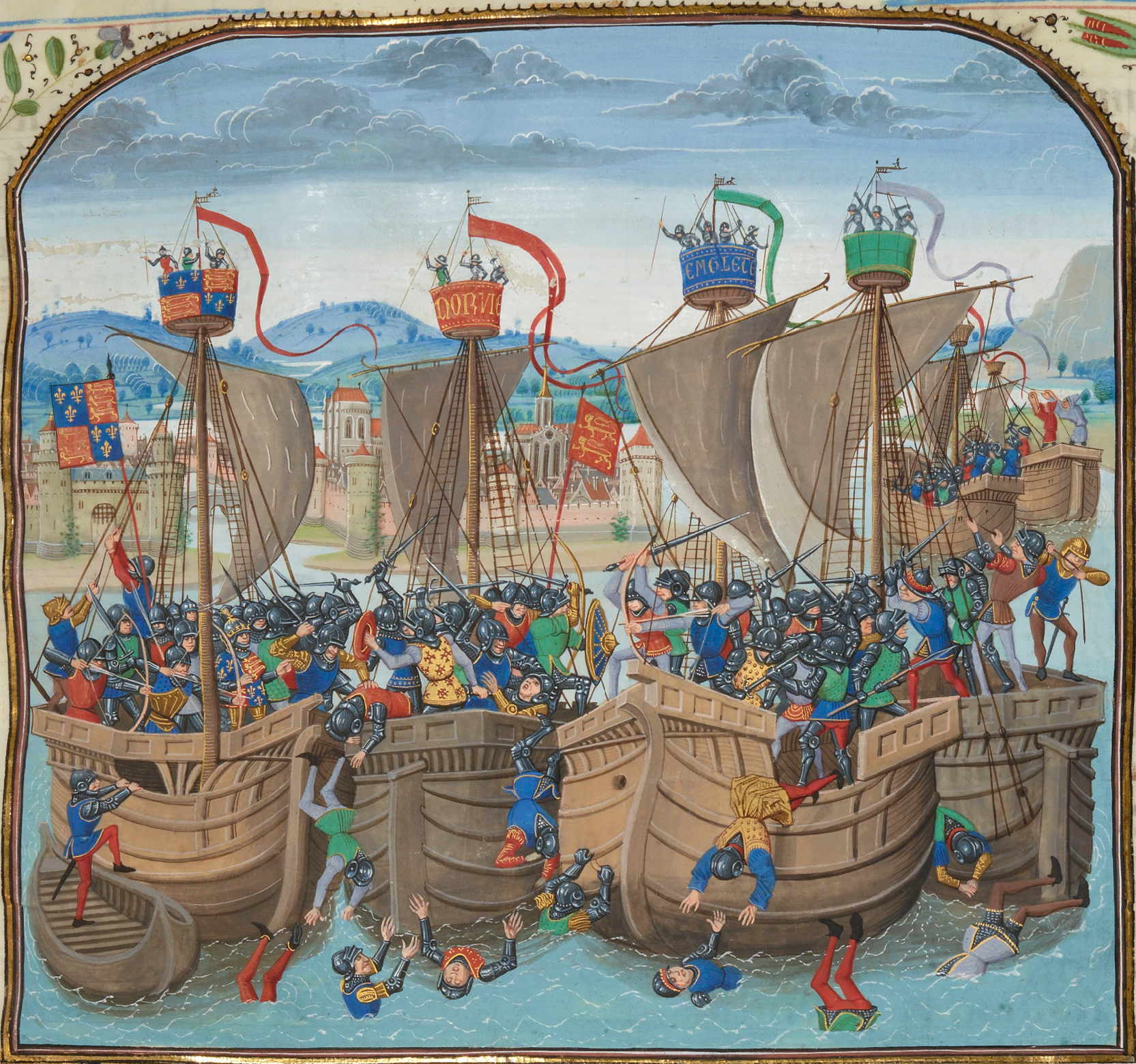
24 juin : bataille de L'Écluse
Les chroniques du XIVe siècle de Jean Froissart

- 24 juin : bataille navale de L'Écluse. Le roi Édouard III d'Angleterre, prétendant à la couronne de France, anéantit la flotte de son rival, Philippe VI de Valois, dans le port flamand de L'Écluse, en aval de Bruges[11].
- 22 juillet[12] : Édouard III d'Angleterre aidé de troupes flamandes met le siège devant Tournai (fin le 25 septembre).
- 26 juillet : défaite de Robert III d'Artois à Saint-Omer[13].
- Août : l’infant de Portugal, Pierre, épouse Constance Manuel de Castille à Lisbonne[14].
- 25 septembre : trêve d'Esplechin-sur-Escaut[15].
- 30 octobre[16] : le roi du Maroc Abû al-Hasan est battu sur terre par les Castillans à bataille du rio Salado (Tarifa) à l'extrême sud de l'Espagne.

- Interdiction aux Juifs de travailler le dimanche en Navarre (mesure mal appliquée)[17].
- Famines en Italie[18].
- Prédication à Cologne du mystique alsacien Jean Tauler qui enseigne que le progrès de l'homme dépend du travail et de l'accomplissement du devoir[19].